# Cronaca dell'Akasha
La cronaca dell'Akasha, o memoria akashica, registri akashici, annali akashici, documenti akashici e simili, è un concetto esoterico diffuso in Occidente dagli adepti della dottrina teosofica verso la fine del XIX secolo, basato sull'analogo significato che il termine akasha riveste nella filosofia indiana.

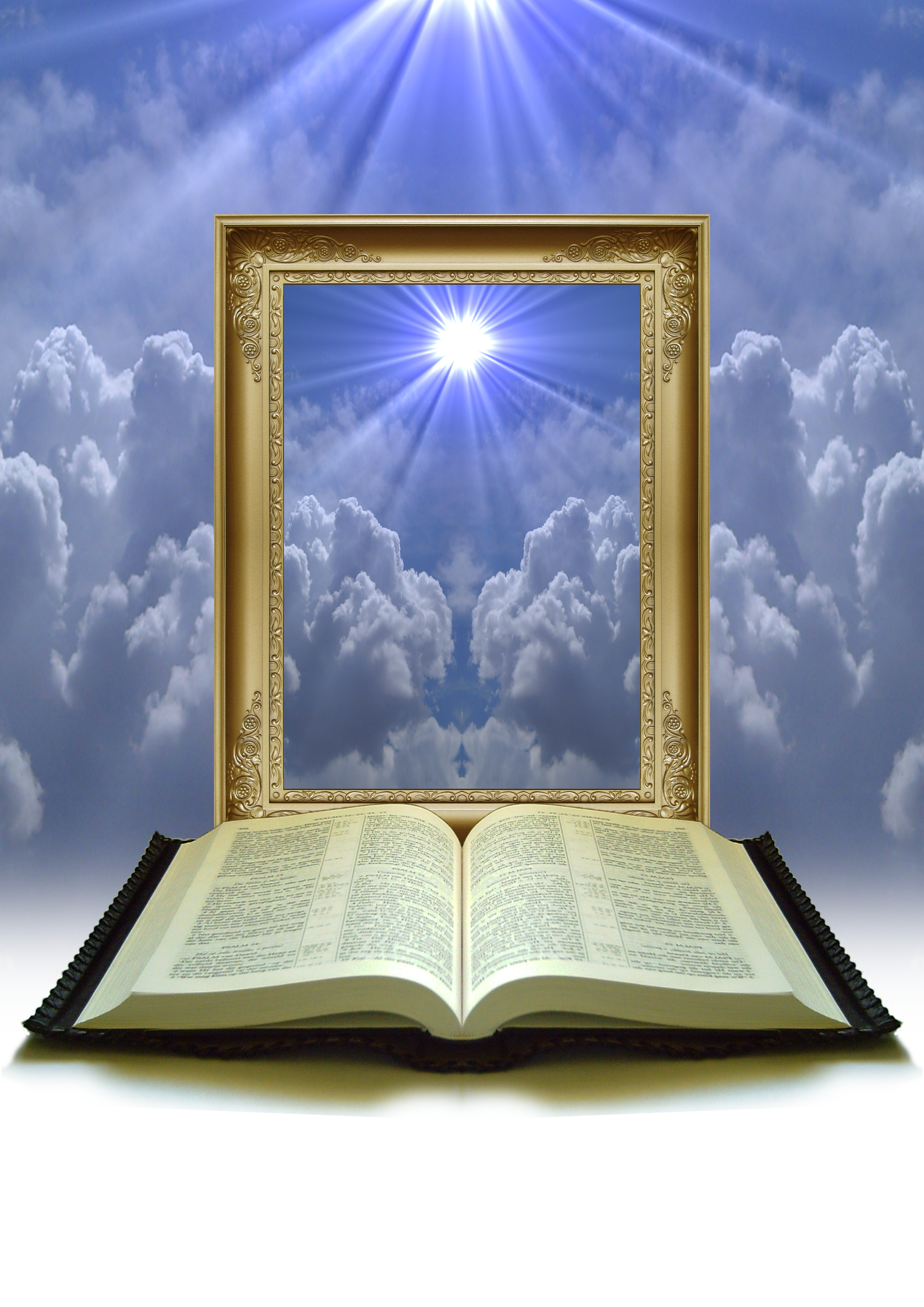
Allegoria del libro akashico.

Essa sarebbe una sorta di memoria cosmica, di natura eterica, che come un libro o una pellicola sensibile alla luce registrerebbe tutti gli eventi del mondo, costituendo la fonte da cui mistici e veggenti affermano di trarre le loro informazioni sui retroscena spirituali della realtà e della storia umana in generale. Il termine è stato reso popolare dalle opere della Blavatsky, di Leadbeater, Steiner, Cayce, e in Inghilterra nel secondo dopoguerra di Lobsang Rampa.
Pierre A. Riffard ne dà la seguente definizione:
(Pierre Riffard)

## Evoluzione del concetto
Secondo l'esoterismo occidentale, l'antico concetto tecnico della filosofia indù noto con il termine sanscrito akasha è paragonabile alla "luce astrale". Si tratta del quinto elemento, o quintessenza, che si aggiunge ai quattro elementi tradizionali. Questo elemento è menzionato nel Bṛhadāraṇyaka Upaniṣad e secondo René Guénon non deve essere confuso con il Prakriti cioè la Causa che l'ha generato,  ed avrebbe proprietà paragonabili a quelle di uno yogi che ha raggiunto la liberazione:
(René Guénon)

### Formulazioni in ambito teosofico
Questa nozione di etere immutabile, che pervade l'intero universo, è stata ripresa dai teosofi occidentali, dai quali veniva pensata come un etere capace anche di servire da supporto per memorizzare in modo permanente tutti i pensieri e le azioni prodottesi nei secoli passati.
Nozioni equivalenti di Karma samksepa, Karma phala samgraha e Karma Rekha samksepa si trovano anche nell'induismo popolare per riferirsi all'accumulo dei "frutti dell'azione", ovvero le tracce karmiche lasciate dalle nostre azioni.
La prima menzione di questa memoria universale appare in Iside svelata, pubblicata a New York nel 1877 da una dei fondatori della Società Teosofica, Helena Blavatsky. L'autrice cita un frammento degli Oracoli caldaici:
È sulle tavolette indistruttibili della Luce Astrale che si imprime la rappresentazione di ogni pensiero che formiamo; di ogni atto che eseguiamo.»
Fra le altre rivelazioni, Blavatsky fa menzione di una connessione tra luce astrale e Akasha:
Charles Webster Leadbeater fu il primo a parlare di «cronaca dell'Akasha» nel suo libro Chiaroveggenza pubblicato nel 1899. Seguì Cronaca dell'Akasha (in tedesco Akasha-Chronik), un'opera di Rudolf Steiner, successivamente segretario generale della sezione tedesca della Società teosofica, pubblicato nel 1904, in cui l'autore esponeva i resoconti della storia di Lemuria e di Atlantide appresi dalla lettura di questo libro spirituale.
(Rudolf Steiner, Cronaca dell'Akasha [1904], trad. it. di Lina Schwarz, 4ª ed., pag. 3, Fratelli Bocca Editori, 1953)
Anche Leadbeater intraprese ricerche approfondite sulla cronaca dell'Akasha durante il suo soggiorno presso la sede della Società Teosofica ad Adyar, in India, nel 1910. I suoi risultati furono pubblicati nel 1913 in un libro insieme alla co-autrice Annie Besant, L'uomo, da dove viene, dove va. Ricerca effettuata usando la chiaroveggenza.
Secondo la dottrina teosofica, ogni essere ha la capacità di vibrare, e questa vibrazione può essere ricevuta e registrata nella cronaca dell'Akasha. Annie Besant, nel 1907, fece un parallelo con la telegrafia senza fili, quando oggi preferiremmo fare il confronto con le registrazioni su un disco rigido del computer. Si potrebbe avere accesso a questi archivi in trance o sotto ipnosi. Il famoso veggente Edgar Cayce (1877-1945) ne avrebbe avuto accesso per realizzare alcune delle sue letture.
Rudolf Steiner continuò la sua ricerca in questa cronaca spirituale per rinnovare la comprensione dell'azione di Cristo sull'evoluzione umana. Da questa ricerca scaturirono molti cicli di lezione, specialmente su un quinto Vangelo, perché la cronaca contiene la versione originale dei testi sacri e anche i loro diversi livelli di lettura.
La cronaca dell'Akasha presenta analogie con l'inconscio collettivo proposto da Jung e così riassunto da Gerhard Adler: «L'inconscio collettivo [...] è il deposito costituito da tutta l'esperienza ancestrale per milioni di anni, l'eco degli eventi della preistoria, e ogni secolo aggiunge una quantità infinitesima di variazione e differenziazione».

### Ripresa contemporanea del concetto
Da allora, la nozione di cronaca dell'Akasha è stata integrata, nei principi di molti movimenti filosofici ed esoterici della New Age, nonché nella cultura popolare. Nel 1956, l'inglese Cyril Hoskin, sostenendo di essere il monaco buddista tibetano Lobsang Rampa, ne fece un tema principale del suo libro The Third Eye.
Alla fine del XX secolo, Daniel Meurois e Anne Givaudan hanno scritto un libro controverso, diventato un best seller, De mémoire d'Essénien, l'autre visage de Jésus, che si suppone sia estratto dalla cronaca dell'Akasha. Seguiranno altri lavori, in cui viene usato lo stesso principio.